# 阿莱纳·塞雷多娃
阿莱纳·塞雷多娃是一名捷克模特，在意大利工作。15岁开始模特生涯。5年后获得1998年捷克小姐亚军，并代表她的国家参加同年世界小姐竞选，在决赛中排第四。意大利喜剧演员Giorgio Panariello与她合作主持TV秀《Torno Sabato》。她曾是意大利足球守门员詹路易吉·布冯的妻子。